# 6162 Prokhorov
6162 Prokhorov (1973 SR6) là một tiểu hành tinh vành đai chính được phát hiện ngày 25 tháng 9 năm 1973 bởi L. V. Zhuravleva ở Nauchnyj.